# Bonacolsi

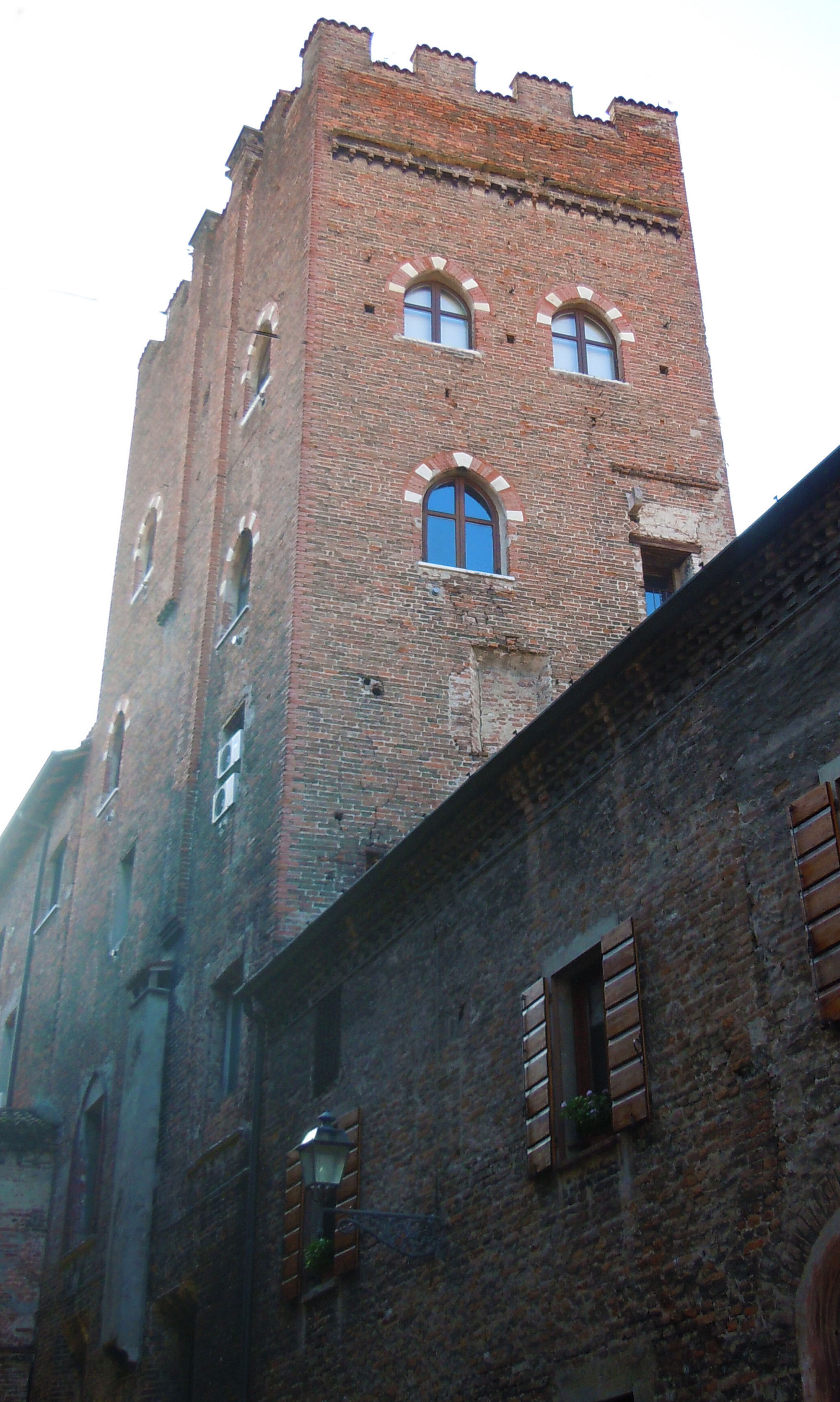
La Casa torre dei Bonacolsi, residenza di Pinamonte

I Bonacolsi (o Bonacossi), il cui nome potrebbe derivare da buona causa, furono i primi signori di Mantova, precedendo e creando le basi alla successiva dinastia Gonzaga. Governarono dal 1272 al 1328.

## Storia

### Le origini
Molto controverse sono le origini della famiglia. Erano forse originari del modenese o di Ferrara. Il Litta si dice scettico sulle origini modenesi del casato, indicandone Berardo Bonacolsi come capostipite. "Dai documenti Notizie Storiche di Mantova Libro XII a pag.211 viene citato un certo Azzo Bonacolsi che assieme a Rotario Casaloldi, Vulpio Agnelli e Uberto Avogadri furono inviati dalla città di Mantova al Bondeno, presso l'isola di San Benedetto a incontrare Matilde di Canossa per fare atto di sottomissione dopo oltre ventiquattro anni di libero comune, correva l'anno 1115. Ad Azzo definito "Nobile Mantovano" successe un figlio di cui non si sa il nome, che comunque sembrerebbe il padre di Ottobono, padre di Gandolfo".
Molti storici, soprattutto mantovani, hanno invece individuato in Ottobuono de Bonacosa il capostipite del casato. La prima testimonianza della loro presenza nella città di Mantova risale al 1168: un documento lo citava dimorante, con il figlio Gandolfo, nel quartiere San Martino, in contrada Sant'Egidio. Circa il luogo preciso di origine, esso sarebbe da individuare in Carzédole, l'attuale Villa Garibaldi di Roncoferraro. Gandolfo, che avrebbe ricoperto numerose cariche nel comune di Mantova, ebbe a sua volta "diversi eredi di cui" uno, Martino, che fu poi il padre di Pinamonte.
Nel periodo della lotte tra Ghibellini e Guelfi, il governo comunale entrò in crisi e Pinamonte seppe approfittarne, portando nel 1273 il suo casato al potere. In una situazione politica intricata, grazie ad alleanze mirate, una su tutte quella con i Casaloldi, riuscì in maniera praticamente indolore a trasportare la città dall'ordinamento comunale alla Signoria.

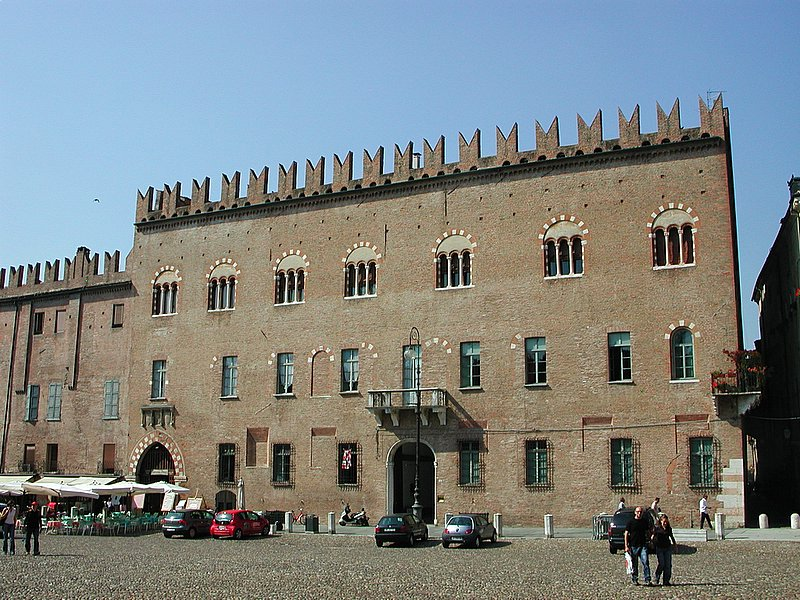
Mantova, Palazzo Bonacolsi

### L'ascesa al potere
Nel 1272 Pinamonte venne nominato rettore assieme a Federico di Marcaria, per poi raggiungere la carica di Capitano del popolo, grazie ad alcuni omicidi mirati. Nel 1291, poco prima della morte, divenne Capitano Generale. Dante traccia un quadro degli eventi, nel canto XX dell'Inferno: "Già fuor le genti sue dentro più spesse, / prima che la mattia da Casalodi / da Pinamonte inganno ricevesse" (vv. 95-96). In sostanza, il Bonacolsi sfruttò l'alleato per i suoi fini per poi eliminarlo senza grossi problemi.

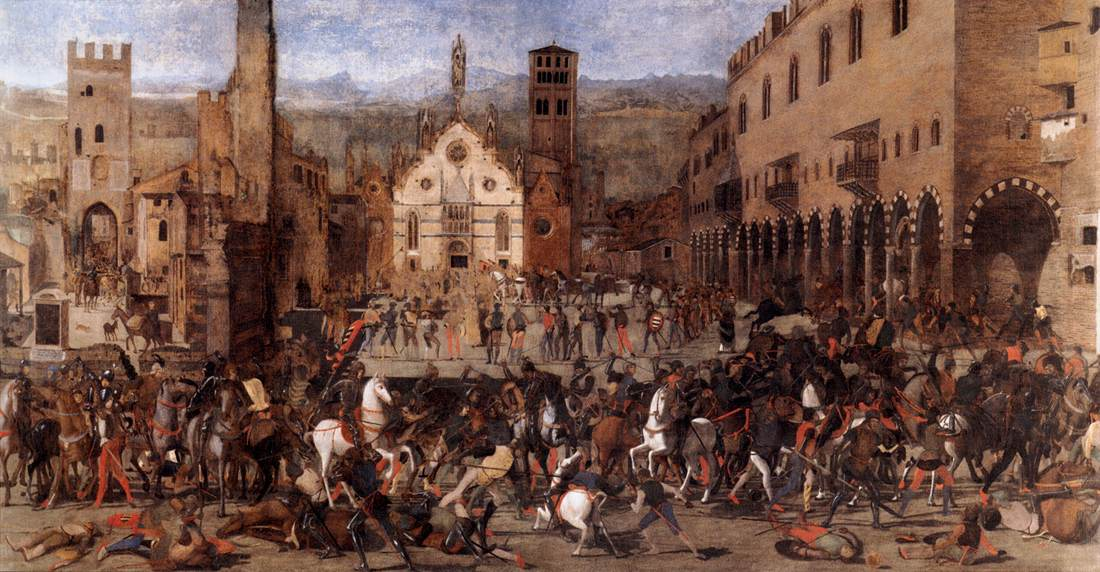
Domenico Morone, La Cacciata dei Bonacolsi (Mantova, Palazzo Ducale)

I Bonacolsi ebbero il controllo di Mantova per poco tempo, circa mezzo secolo, ma del loro operato restano numerose testimonianze. Nella Piazza San Pietro (ora Piazza Sordello), centro assoluto del loro potere, sorsero, infatti, Palazzo Bonacolsi, la Magna Domus e il Palazzo del Capitano. Quest'ultimo sarebbe nel tempo diventato il Palazzo Ducale, cioè la residenza per quattro secoli dei Gonzaga. Il segno del potere della famiglia si concretizzò con l'acquisizione da parte di Pinamonte della Torre degli Zuccaro (acquistata nel 1273) e della Torre della Gabbia (acquistata nel 1281).
Per un breve periodo, da 1312 al 1327, con Rinaldo "Passerino" Bonacolsi, la famiglia fu anche padrona di Modena. Passerino in alleanza con le più potenti famiglie ghibelline (Visconti, Scaligeri ed Estensi, in quel momento in rotta col papa), ottenne nel novembre 1325 l'importante vittoria di Zappolino contro i guelfi di Malatestino Malatesta. Il trionfo che permise ai ghibellini di giungere quasi sotto le mura di Bologna, è all'origine anche del trofeo, La Secchia Rapita, che tuttora è conservato nel Palazzo Comunale di Modena. In seguito la coalizione ghibellina diede segni di logorio e nel gennaio 1326 Passerino dovette firmare una pace separata con Bologna, sotto la pressione di un esercito che scendeva da Piacenza. La pace fu sgradita ai suoi sudditi modenesi, che ambivano a diversi castelli sul confine, che lo cacciarono dalla città nel 1327.

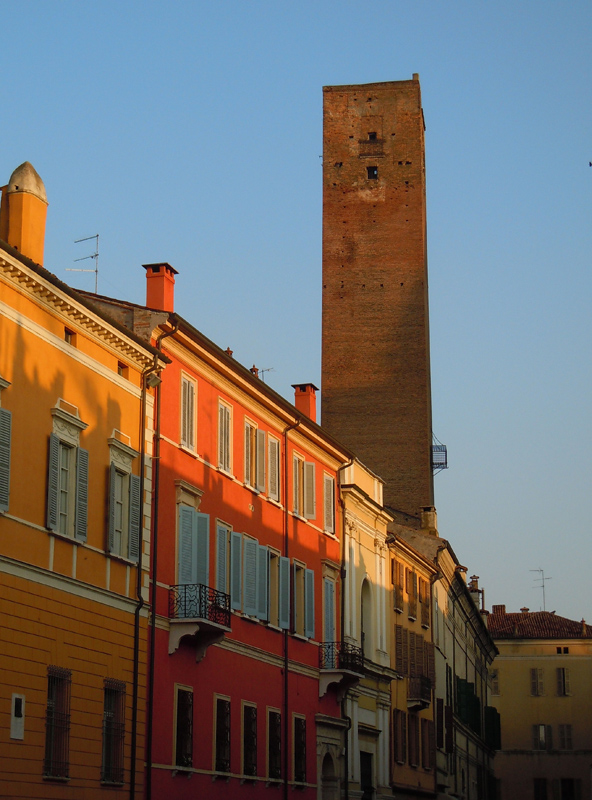
Mantova, Torre della Gabbia, simbolo del potere dei Bonacolsi

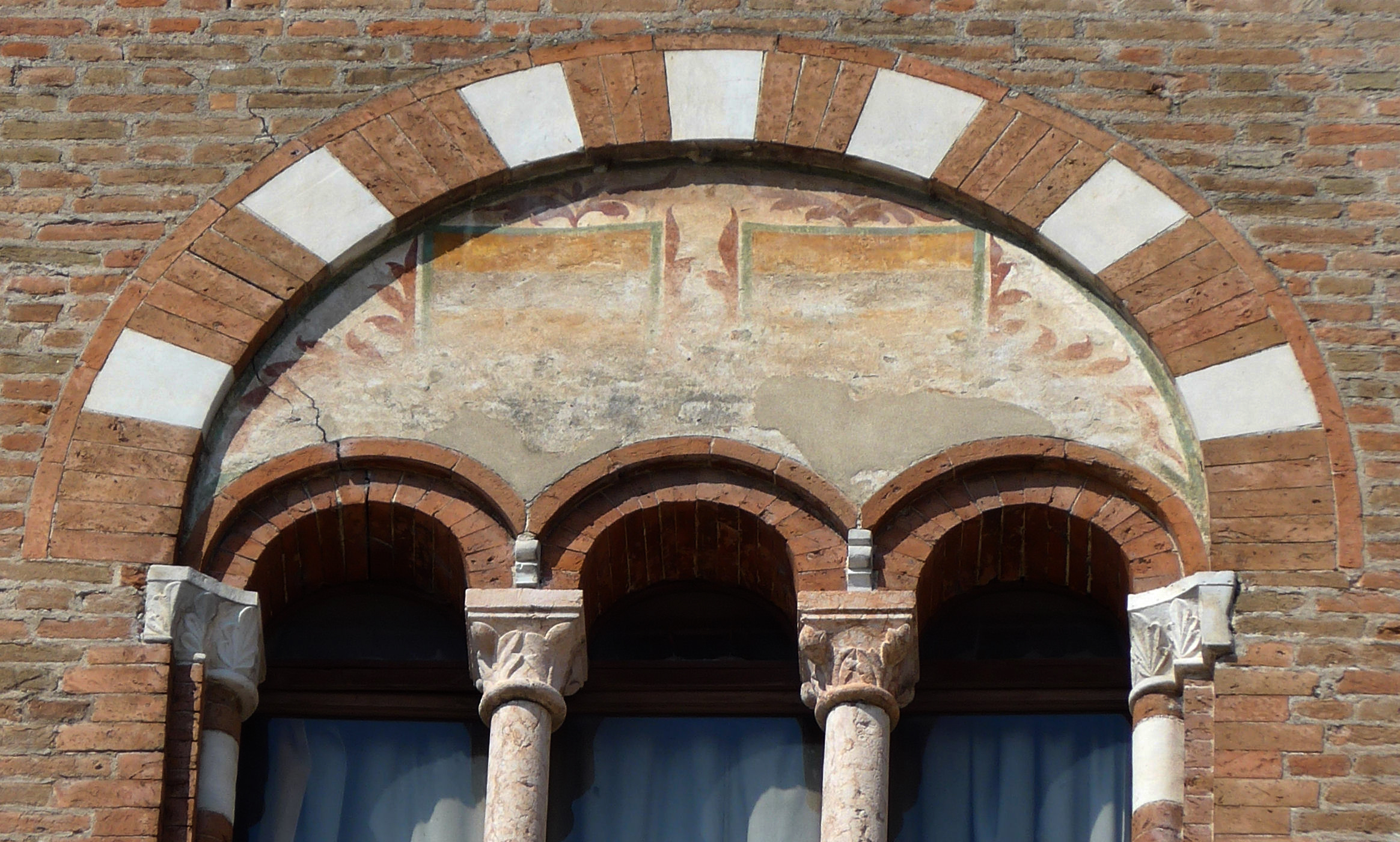
Trifora di Palazzo Bonacolsi a Mantova con stemmi della famiglia.

### La fine
Il 16 agosto 1328 i Corradi-Gonzaga, forti del sostegno di Cangrande della Scala, Signore di Verona, presero il controllo della città. Luigi I Gonzaga eliminò Rinaldo Bonacolsi detto il Passerino con i famigliari e alcuni sostenitori, dando inizio alla dominazione gonzaghesca, come peraltro immortalato nel dipinto Cacciata dei Bonacolsi di Domenico Morone.
Una lapide posta sopra l'ingresso del Castello di Castel d'Ario, nei pressi di Mantova, riferisce che il figlio di Passerino, Francesco e i suoi nipoti vennero incatenati e lasciati morire di fame nella torre, che prese il nome di "Torre della fame".
In questo quadro storico s'inserisce anche un elemento al tempo stesso leggendario e macabro: Passerino, infatti, stando ad un racconto di un viaggiatore e naturalista tedesco vissuto due secoli dopo, Joseph Fürttenbach, sarebbe stato mummificato ed esposto come talismano - assieme ad un armadillo, un unicorno, un vitello, a coccodrilli scorticati, alla testa imbalsamata di un uomo e ad un drago a sette teste - nelle sale del Palazzo Ducale. La leggenda vuole che a disfarsi della mummia di Passerino fu l'ultima duchessa di Mantova, Susanna Enrichetta di Lorena la quale, stanca dell'inquietante spoglia, fece gettare il corpo nelle acque del lago. Si avverò così la profezia di una maga che previde la perdita del potere a chi si fosse sbarazzato della mummia: i Gonzaga caddero alcuni anni dopo, nel 1707.
La famiglia Bonacolsi si estinse nel 1349, con la morte dell'ultima discendente, Ziliola Bonacolsi, figlia di Bonaventura detto Butirone, la quale, in seguito all'uccisione e alla cacciata dei famigliari da parte dei Gonzaga, si era rifugiata a Cremona.
Un esponente minore della famiglia fu Pier Jacopo Alari Bonacolsi (1460-1528) detto l'Antico, famoso orafo e scultore.

## I Bonacossi di Ferrara
L'origine della famiglia Bonacossi di Ferrara potrebbe derivare da Tagino dei Bonacolsi, esponente della famiglia Bonacolsi di Mantova, che ivi si rifugiò e morì nel 1302. Appartenne a questo ramo Elena Bonaccorsi, madre di Girolamo Savonarola.
Il legame tra le due famiglie è stato oggetto di diversi studi e ricerche, che hanno portato a tesi divergenti. Nel 1685 l'imperatore Leopoldo I d'Asburgo concesse a Giacomo Poleni ed ai nipoti Angelo e Alessandro Bozza i titoli di marchese e conte di San Michele Arcangelo e di cavaliere del Sacro Romano Impero. Tali titoli furono poi trasmessi ai Bonacossi tramite Eugenia Bozza, moglie di Anton Maria Bonacossi, che non avendo discendenti diretti li lasciò in eredità ai nipoti del marito. Il ramo tuttora esistente dei Bonacossi discende da uno dei nipoti di Anton Maria, Pinamonte. Giovanni, figlio di Pinamonte, ebbe un figlio Taino (1883), che a sua volta ebbe le figlie Bonacolsa (1921) e Franca (1926), moglie di Filippo Orsini.

## Arma
Di rosso a tre fasce d'oro.

## Discendenza
Da un non ben identificato Bonacolso (Bonacolsa) forse vassallo dei Canossa Marchesi di Toscana
A1.Azzo citato 1115 Nobile mantovano . Barone Longobardo
```
Figlio di Azzo ??????
```

```
B1. Ottobono citato 1168
```

```
 C1. Gandolfo citato 1200 +1233
```

```
  D1.Astolfo detto Leccagallo citato 1282 Massaro di Modena  +1286
```

```
   E.1Enrico citato 1290 +1306
   = Amelia di Giliolo Conte di Mosio
```

```
    F1. Mantovana
    = Antonio Gonzaga
```

```
    F2. Lovato
```

```
     G1. Bonaventura
     G1. Franceschino
     G1. Giovannino
```

```
  D2.Ziliolo detto Rontano +1243
```

```
   E.1Gandolfino citato 1281
```

```
  D3.Gandolfa
  = Bonaventura de Oculo
```

```
  D4.Pietrobono +1241
```

```
   E.1Petrino citato 1286
```

```
    F1. Bertolino citato 1314
```

```
    F2. Oliviero citato 1308
    = Nicolini di Dovaria di Cremona
```

```
     G1. Petrino
```

```
D5..Martino citato 1233  +1265
```

```
 E.1Fiordalice  citata 1271
```

```
 E2. Giovannino citato 1295
```

```
 E3. Pinamonte (+ Mantova 7-10-1293), Anziano del Popolo di Mantova nel 1259,Rettore di
   Mantova dal 1272 (dal 1274  Rettore unico), Capitano Generale dal 1274, Capitano  Generale 
   Perpetuo di Mantova dal 15-2-1276 (di fatto signore sovrano), abdica nel 1-1291; nel  1275 
   investito di Castellaro dal Vescovo di Trento e nel 1287 aggregato all’Ordine Teutonico con    i 
   figli.
```

```
   = Nipote di Guido e Matteo da Correggio.
```

```
    F1. Corrado, investito di 1/2 del feudo di Pozzuolo dal Vescovo di Mantova.
```

```
     G1. (Naturale)Filippino detto Rivazzuolo, nel 1315 vende col fratello la sua parte di
     Castellaro.
```

```
     G2. (Naturale) Martino (+ post 1315).
```

```
      H1. Giovannino citato 1306.
```

```
     G3. Franceschina.
```

```
     G2. Saracino citato 1308
```

```
    F2. Tomo (+ Ferrara 1302), Podestà di Verona nel 1283; designato alla successione dal padre
```

```
    ma venne cacciato dal colpo di stato del fratello Bardellone. Visse in esilio.
```

```
     G1. Obizzo nato 24.2.1336
```

```
     G2. Filippone.
```

```
      H1. Filippo
```

```
     G3. Montino.
```

```
      H1. Giovanna
```

```
      H2. Obizzo ( Obizzone)
```

```
     G4. Saraceno, venne imprigionato nel 1317 dai cugini.
     = Cecilia dei Cattani di Saviola
```

```
     H1. Filippo o Alberto
```

```
      I1. Tomo
```

```
      I2. Alberto
```

```
      I3. Caleffo
```

```
     I4. Federico
```

```
    H2. Tagino
```

```
    H3. Manfredo detto Caleffo
```

```
    H4 . Corradino (+ Ferrara post 1328).
```

```
     I1. Pinamonte Bonaccossi (+ ante 1425)  Notaio. Sposa Beatrice, figlia di Pietro Munari.
```

```
       L1. Federico (+ post 1406)
       = Caterina, figlia di Maso da Lojano
```

```
        M1. Ugo
```

```
         N1. Ettore (+ post 1448)
```

```
          O1. Lodovico (+ post 1506).
```

```
           P1. Ettore (+ post 1522), dal quale discese Ercole (+1650) ultimo del suo ramo.
```

```
   L2. Alberto, creato Conte Palatino del Sacro Palazzo Lateranense da Papa Niccolò
       V nel 1447, Fattore Ducale.
       = Bartolomea, del Nobile Bartolomeo Barbalunga Giudice dei XII Savi diFerrara e Consigliere
        del Marchese Nicolo III d’Este
```

```
     M1. Conte Palatino Giacomo Maria
```

```
       N1. Conte Palatino Girolamo (+ post 1530)
```

```
       O1. Conte Palatino Giovanni Battista (+ post 1560).
```

```
         P1. Conte Palatino Scipione (+ post 1590).
```

```
        Q1. Conte Palatino Alberto, creato Consigliere Patrizio del 1º Ordine di Ferrara nel 1604,
             Giudice dei XII Savi di Ferrara.
             = 1597 Chiara, figlia di Giovanni Battista Sacrati, Patrizio di Ferrara (v.)
```

```
          R1. Conte Palatino Francesco, Conte del S.R.I. dal 1641, Consigliere Patrizio di Ferrara
              1634/1646, Coppiere dell’Imperatore Ferdinando III.
```

```
          R2. Conte Palatino Scipione, creato Conte del S.R.I. nel 1641, con facolà di aggiungere di
              l’aquila imperiale allo stemma e di accollarlo all’aquila bicipite;Consigliere Patrizio 
              Ferrara 1646/1664, Siniscalco dell’Imperatore Ferdinando III. Giudice dei XII Savi di
              Ferrara nel 1656.
```

```
               S1. Conte Palatino Ercole, Conte del S.R.I., Consigliere Patrizio di Ferrara 1664/1673.
               S2. Conte Palatino Antonio, Conte del S.R.I., Consigliere Patrizio di Ferrara 1673/1712.
```

```
                T1 Conte Palatino Scipione, Conte del S.R.I. Consigliere Patrizio di Ferrara 1712/1742.
```

```
                 U1. Conte Palatino Ascanio (+ 1778), Conte del S.R.I., Consigliere Patrizio di Ferrara
                  1742/1757, poeta e letterato.
                 U2. Conte Palatino Antonio (+ 1785), Conte del S.R.I., Consigliere Patrizio di Ferrara
                  1757/1785,
```

```
                    V.1 Marcellina 1815
                    = Cesare Stringa
```

```
                     Z1. Stinga Elena Elvira 20.03.1861 +1.07.1940
                     =  Mario Bormioli 6.03.1862 +12.08.1918
```

```
                        X1. Bormioli Domenico 17.09.1882 +14.11.1962
                        =  Morteo Lena 9.11.1890+2.08.1941
```

```
                           W1. Bormioli Cersare 1921 +.1966 Casablanca
```

```
                           W2. Bormioli Adriana
```

```
                        X2. Bormioli Eglina n.1886
```

```
                        X3. Bormioli Clementina 1888
```

```
                        X4. Bormioli Edmea 6.09.1890+21.10.1869
```

```
                        X5. Bormioli Algiso 12.12.1884 +3.4.1962
                        =  Toscani Decisa 2 9.10.1884+11.12.1957
```

```
                            W1. Bormioli Mario 15.09.1921 +5.11.1997
                           =  Massari Anna  5.9.1923
```

```
                                   J1. Marcello Bormioli Bonacolsi 11.08.1945
                                  =  Vaifra Pagliari  4.3.1949
```

```
                                     Y1. Carlotta Bormioli Bonacolsi 5.08.1969
                                     =  Vighi Alessandro  4.3.1949
```

```
                                         @ 1. Virgina Vighi 7.10.2000 
```

```
                                         @ 2. Federico Vighi Bormioli Bonacolsi 31.5.2016
```

```
                                      Y2. Udilia Pagliari Bormioli Bonacolsi 29.12.1970
```

```
                                    J2. Gian Luca  Bormioli Bonacolsi 15.09.1956
                                       =  Ferri Daniela  10.8.1961
```

```
                                       Y1. Marcella Bormioli Bonacolsi 19.05.1985
```

```
                                       Y2. Giorgia Bormioli Bonacolsi 2.12.1990
```

```
                   U3. Chiara
                    a) = Marchese Don Alberto Varano dei Duchi di Camerino (+ 1675) (v.)
                     b) = Alfonso Roverella Patrizio di Ferrara e Ravenna (+ Ferrara 1701) (v.)
```

```
    M2. Alfonso Maria
```

```
      N1. Giovanni Battista
           = Caterina Trotti
```

```
    M3. Antonio Maria (+ 1474)
          = Beatrice, figlia di Aldobrandino Ariosti Patrizio di Ferrara (v.)
```

```
    N1. Conte Palatino Borso (+ 1485), Patrizio di Ferrara.
```

```
     O1. Conte Palatino Ugolotto (+ 1543), Patrizio di Ferrara.
```

```
     P1. Conte Palatino Ercole (+ 1563), Patrizio di Ferrara.
           = Lucrezia Orsini, Nobile Romana
```

```
      Q1. Conte Palatino Borso (+ 1585), Patrizio di Ferrara, Maggiordomo di Alfonso II Duca
             di Ferrara.
             = Isabella Lavezzoli
```

```
      R1. Conte Palatino Ercole (+ 1612),  Patrizio di Ferrara
           = Leonora Cavalletti
```

```
      S1. Conte Palatino Francesco
              = Lucrezia Riminaldi
```

```
      S2. Conte Palatino Borso (+ 1655), infeudato di Isone l’8-3-1635, per acquisto da Filippo
          Forni, e di Pietraporzio, Sambuco e Vinadio con titolo comitale. I feudi successivamente 
          passano in appannaggio al Cardinale Maurizio di Savoia.
          = Violante, figlia di Alessandro Rossetti Conte di Valdalbero, Patrizio di Ferrara e di
          Margherita Tassoni Estense (v.)
```

```
      T1. Conte Palatino Pinamonte (+ 1703), Patrizio di Ferrara.
               = Nobile Taddea Pasolini, da Ravenna
      T2. Conte Palatino Borso (+1710), Patrizio di Ferrara, Principe dell’Accademia degli
          Intrepidi di Ferrara.
          =  Lucrezia dei Conti Aventi patrizi di Ferrara.
```

```
       U1. Conte Palatino Alessandro, Patrizio di Ferrara.
```

```
      V1. Conte Palatino Pinamonte (+ 1798), Patrizio di Ferrara; Marchese e Conte
          di San Michele Arcangelo, Conte di Costa Fabbrico e Costa Bissara,Cavaliere del S.R.I.
          = Francesca Bissari Contessa di Costa Fabbrico e Costa Bissara e Nobile di Vicenza
```

```
       Z1.Conte Palatino Alessandro, Marchese e Conte di San Michele Arcangelo, Conte di 
         Costa Fabbrico e Costa Bissara, Patrizio di Ferrara e Cavaliere del S.R.I.; servì
         nell’esercito napoleonico, poi fu Colonnello Pontificio.
```

```
                X1. Giulia
```

```
                = ………. Morandi
```

```
      Z2. Conte Palatino Antonio (+ 1857), Marchese e Conte di San Michele Arcangelo,
          Conte di Costa Fabbrico e Costa Bissara, Patrizio di Ferrara e Cavaliere del S.R.I.
```

```
       X1. Conte Palatino Antonio (+ 1905), Marchese e Conte di San Michele Arcangelo ,
           Conte di Costa Fabbrico e Bissara, Cavaliere del S.R.I. e Patrizio di Ferrara.
```

```
             K1. Conte Palatino Giovanni (* 10-12-1846 + 31-5-1906), Marchese e Conte di San
                 Michele Arcangelo, Conte di Costa Fabbrico e Costa Bissara, Cavaliere del S.R.I. e
                 Patrizio di Ferrara dal 1905.
                 = Leontina dei Conti Maldura (* 11-10-1855 + 29-9-1929).
```

```
              W1. Conte Palatino Taino (* Ferrara 6-1-1883 + 17-9-1976), Marchese e Conte di San
                  Michele Arcangelo, Conte di Costa Fabbrico e Costa Bissara, Cavaliere del S.R.I. e 
                  Patrizio di Ferrara dal 1906.
                  = 22-1-1921 Carolina de Zara dei Conti di Serra
```

```
                J1. Bonacolsa (* Padova 5-11-1921)
                    = Pernumia 19-2-1944 Principe Don Guido Boncompagni-Ludovisi (v.), separati.
```

```
                J2. Francesca Romana (* Padova 18-3-1926)= Pernumia 21-10-1946 Principe Don
                    Filippo Orsini 21º Duca di Gravina (v.)
```

```
                   W2. Conte Palatino Ramberto, Patrizio di Ferrara.
```

```
              N2. Conte Palatino Antonio Maria, Patrizio di Ferrara.
              = Eugenia Bozza dei Marchesi di San Michele Arcangelo
```

```
           O2. Conte Palatino Aldobrandino, Patrizio di Ferrara.
           O3. Conte Palatino Folco, Patrizio di Ferrara.
```

```
           M4. Polissena 
         = Paride Sacrati, Patrizio di Ferrara (v.).
```

```
         M5. (Parentela incerta) Elena
        = Niccolò Savonarola Patrizio di Ferrara, furono i genitori di frà Girolamo Savonarola
```

```
        L3. Paolo (+ post 1425).
```

```
    F3. Bardellone (+ Ferrara 1300), Rettore e poi Capitano Generale Perpetuo di Mantova dal
    1-1291, costretto ad abdicare il 2-7-1299.
    = Anastasia, figlia di Corsagnone da Riva
```

```
      G1. Cecilia, monaca francescana.
```

```
      G2. Delia, monaca francescana.

      G3. (Naturale) Alenfiore
```

```
   F4. Filippo (+ Mantova 18-12-1303), dell’Ordine dei Minori, Inquisitore nella marca trevigiana,
    nel 1281 Inquisitore a Verona, Vescovo di Trento dal 1289 ma senza prendere possesso della
    diocesi. Morto in esilio.
```

```
  F5. Giovanni detto “Gambagrossa” (+ Mantova 1288), Consigliere di Mantova nel 1272,
```

```
   Cavaliere Teutonico, Podestà di Mantova nel 1273, 1275, 1281 e 1288.
```

```
    G1. Bonaventura detto “Butirone” (+ Mantova 1326), Vicario di Mantova e Governatore di
```

```
    Modena.
```

```
    = Bonella, figlia del Marchese Cavalcabò Cavalcabò (v.)
```

```
      H1. Guidotto (+ fatto morire di fame, Castellaro poco dopo (16-8-1328), Vicario Perpetuo di
      Mantova 1291/1297.
```

```
      H2. Pinamonte (+ fatto morire di fame, Castellaro poco dopo 16-8-1328), Vicario Perpetuo di
      Mantova con il  fratello 1291/1297.
```

```
      H3. Giliola  citata 1349.
```

```
     G2. Guido detto “Botticella” (+ Mantova 24-1-1309), Podestà di Mantova nel 1291,
```

```
     Vicario di Suzzara nel 1293,  Capitano Perpetuo del Popolo di Mantova dal 1299,
```

```
     investito di Castellaro dal Vescovo di Trento nel 1302 e  successivamente di Villa dei
```

```
    Cavalieri, Villagrossa, Pampuro e Gazo.
```

a)	= Franceschina dei Maggi di Brescia
b)	= Verona 1299 Costanza della Scala, figlia di Alberto I Signore di Verona e di Verde di
```
         Salizzole (+   Mantova 1306) (v.)
```

```
       H1. Agnese
```

```
       = Garufalo Tridapolo
```

```
       H2. Fiordiligi
```

```
       = Manfredo degli Assandri, Podestà di Modena nel 1314.
```

```
      H3. (Naturale) Pietro, Canonico della cattedrale di Mantova.
```

```
      H4. Clara citata 1295.
```

```
    G3. Rinaldo detto “Passerino” (+ assassinato, Mantova 16-8-1328), Vicario in Mantova,
```

```
    associato a Guido dal  1308, Capitano Perpetuo del Popolo di Mantova dal 1309,
```

```
    Vicario Imperiale di Mantova dal 1312; Signore di  Luzzara dal 1312, Signore di
```

```
    Modena 24-7-1312/18-1-1318, Signore di Carpi 1312/5-1319 e 1319/1327, Vicario
```

```
    Imperiale di Mantova e Modena dal 1327.
```

```
    = 1325 Alisia d’Este, figlia di Aldobrandino II Marchese d’Este e Signore di Ferrara e
```

```
     di Alda Rangoni (+ Ferrara 1329) (v.)
```

```
    H1. (Naturale) Giovanni (* 1300 + fatto morire di fame,Castellaro poco dopo 16-8-1328), Abate
    di  Sant’Andrea in Mantova dal 1313.
```

```
    H2. (Naturale) Francesco (+ fatto morire di fame, Castellaro poco dopo 16-8-1328),
    Capitano Perpetuo di  Modena nel 1321.
    = Vannina, figlia di Giberto da Correggio Signore di Correggio (v.)
```

```
    H3. (Naturale) Berardo
```

```
   G4. Berardo, possedeva il castello di Villa Imperta che cede all’Abbazia di San Zenone in
```

```
   Verona nel 1297.
```

```
    H1. Giovanna
```

```
    H1. Costanza
    = Antonio Gonzaga
```

```
    H1. Pietro
```

```
    H1. Novellino citato 1314.

     I1. Corradino  citato 1354
```

```
   G5. Samaritana
```

```
    F6. Guido, Cavaliere Teutonico, ebbe una investitura dal Vescovo di Trento sulla terra di
```

```
   Bardellona.
```

```
    F7. Salvatico, Cavaliere dell’Ordine Teutonico.
```

```
    = Antonia Nogarole, Nobile di Verona.
```

```
   G1. Turlino
   = 1286 Bartolomea, figlia ed erede di Ruggero Masio Conte di Gazoldo
```

```
     H1. Felicita, erede di Gazoldo.
     = 1305 Albertino di Giovanni Rombaldo degli Ippoliti.
```

```
    G2. Fabrizio.
```

```
   F8. Fabrizio, Cavaliere dell’Ordine Teutonico.
```

```
B2. Raimondo
 C1. Bonaventura citato 1213
```

```
B3. Berardo  citato 1206 Feudatario di Poleto
```

```
B4. Gandolfo citato 1206
```

```
= Anastasia de Mozzi
 C1. Bonacolso cit. 1282 Massaro di Modena e 1285 nel Consiglio di Mantova
 C2. Guglielmo +1250.
```

A2 Bonacolso Forse originario modenese
```
B1. Rinaldo citato 1206 Feudatario di San Zenone di Verona
 C1. Pescatore cit. 1225
  D1. Pagano Cit. 1277
   E1, Raimondo.
```

```
B2. Pagan citato 1209
```

```
 C1. Castellano (+ post 18-11-1308).
 C2. Turchino
```

```
B3. Bonacolso (+ in esilio 1249), Abate benedettino di Sant’Andrea in Mantova nel 1241, espulso
```

```
da Mantova nel 1244.

 C1. Bertolino (+ post 24-2-1303)."
```

## Genealogia
Discendenza tra XII e XIV secolo.
|                   |                   |                     |                     |       |        |                |                     |                     |                  |                                                              |                      |                      |                   |                         |                         |                         |                          |                          |                          |                          |                     |
|                   |                   |                     |                     |       |        |                |                     |                     |                  | Ottobono (?-1168)                                            |                      |                      |                   |                         |                         |                         |                          |                          |                          |                          |                     |
|                   |                   |                     |                     |       |        |                |                     |                     |                  |                                                              |                      |                      |                   |                         |                         |                         |                          |                          |                          |                          |                     |
|                   |                   |                     |                     |       |        |                |                     |                     |                  |                                                              |                      |                      |                   |                         |                         |                         |                          |                          |                          |                          |                     |
|                   |                   |                     |                     |       |        |                |                     |                     |                  | Gandolfo (?-1233) procuratore del comune di Mantova nel 1200 |                      |                      |                   |                         |                         |                         |                          |                          |                          |                          |                     |
|                   |                   |                     |                     |       |        |                |                     |                     |                  |                                                              |                      |                      |                   |                         |                         |                         |                          |                          |                          |                          |                     |
|                   |                   |                     |                     |       |        |                |                     |                     |                  |                                                              |                      |                      |                   |                         |                         |                         |                          |                          |                          |                          |                     |
|                   |                   |                     |                     |       |        |                |                     |                     |                  | Martino (?-1265) rettore di Mantova nel 1233                 |                      |                      |                   |                         |                         |                         |                          |                          |                          |                          |                     |
|                   |                   |                     |                     |       |        |                |                     |                     |                  |                                                              |                      |                      |                   |                         |                         |                         |                          |                          |                          |                          |                     |
|                   |                   |                     |                     |       |        |                |                     |                     |                  |                                                              |                      |                      |                   |                         |                         |                         |                          |                          |                          |                          |                     |
|                   |                   |                     |                     |       |        |                |                     |                     |                  | Pinamonte (1206-1293)                                        |                      |                      |                   |                         |                         |                         |                          |                          |                          |                          |                     |
|                   |                   |                     |                     |       |        |                |                     |                     |                  |                                                              |                      |                      |                   |                         |                         |                         |                          |                          |                          |                          |                     |
|                   |                   |                     |                     |       |        |                |                     |                     |                  |                                                              |                      |                      |                   |                         |                         |                         |                          |                          |                          |                          |                     |
| Corrado (?-1286)  | Corrado (?-1286)  | Bardellone (?-1300) | Bardellone (?-1300) |       |        |                | Filippo (1250-1303) | Filippo (1250-1303) |                  |                                                              |                      | Giovanni (?-1288)    | Giovanni (?-1288) | Tagino (?-1302)         | Tagino (?-1302)         | Selvatico (XIII secolo) | Selvatico (XIII secolo)  | Fabrizio (XIII secolo)   | Fabrizio (XIII secolo)   | Guido (XIII secolo)      | Guido (XIII secolo) |
|                   |                   |                     |                     |       |        |                |                     |                     |                  |                                                              |                      |                      |                   |                         |                         |                         |                          |                          |                          |                          |                     |
|                   |                   |                     |                     |       |        |                |                     |                     |                  |                                                              |                      |                      |                   |                         |                         |                         |                          |                          |                          |                          |                     |
| Giovanni (?-1288) | Giovanni (?-1288) | Cecilia             | Cecilia             | Delia | Delia  | Guido (?-1309) | Guido (?-1309)      |                     |                  |                                                              | Bonaventura (?-1326) | Bonaventura (?-1326) |                   | Berardo I (XIII secolo) | Berardo I (XIII secolo) |                         | Rinaldo (1278-1328)      | Rinaldo (1278-1328)      | Samaritana (XIII secolo) | Samaritana (XIII secolo) |                     |
|                   |                   |                     |                     |       |        |                |                     |                     |                  |                                                              |                      |                      |                   |                         |                         |                         |                          |                          |                          |                          |                     |
|                   |                   |                     |                     |       |        |                |                     |                     |                  |                                                              |                      |                      |                   |                         |                         |                         |                          |                          |                          |                          |                     |
|                   |                   |                     |                     |       | Agnese | Agnese         | Fiordaliso          | Fiordaliso          | Ziliola (?-1349) | Ziliola (?-1349)                                             | Guido                | Guido                | Pinamonte II      | Pinamonte II            | Francesco (1300-1328?)  | Francesco (1300-1328?)  | Giovanni II (1300-1328?) | Giovanni II (1300-1328?) | Berardo II (XIV secolo)  | Berardo II (XIV secolo)  |                     |

## Signori di Mantova della famiglia Bonacolsi
| Nome                 | Nato-morto | Dal  | Al   |
| -------------------- | ---------- | ---- | ---- |
| Pinamonte Bonacolsi  | 1206-1293  | 1274 | 1291 |
| Bardellone Bonacolsi | ?-1300     | 1291 | 1299 |
| Guido Bonacolsi      | ?-1309     | 1299 | 1309 |
| Rinaldo Bonacolsi    | 1278-1328  | 1309 | 1328 |

## Statuti Bonacolsiani
Gli Statuti Bonacolsiani (Statuta dominorum Raynaldi et Botironi fratrum de Bonacolsis), datati tra il 1303 e il 1313 e redatti in scrittura gotica, sono un codice legislativo, una raccolta giuridica voluta dai Bonacolsi ed acquisita successivamente dai Gonzaga che rimase alla base della vita mantovana fino al 1400 con Francesco I Gonzaga. Costui redasse nuove regole, che continuarono però a chiamarsi Liber statutorum Comunis Mantue.